# LWS-3 Mewa
Le LWS-3 Mewa (en français : « Goéland ») était un avion d'observation et de reconnaissance aérienne rapprochée polonais, conçu à la fin des années 1930 par LWS. Il fut commandé par la force aérienne polonaise mais ne parvint pas à entrer en service avant l'éclatement de la Seconde Guerre mondiale.

## Conception et développement
L'avion fut conçu comme un successeur de l'avion de coopération (en) Lublin R-XIII, alors devenu obsolète.
Les premiers croquis furent dessinés en 1936 par Zbysław Ciołkosz (en), l'ingénieur en chef de l'usine LWS. Il était assez similaire au précédent avion-ambulance LWS-2, lui-même inspiré par le dessin des ailes de l'avion à décollages et atterrissages courts (ADAC) RWD-9. Après que Ciołkosz eut quitté LWS en 1937, le projet, désigné « LWS-3 Mewa », fut encore modifié et développé au bureau de LWS. Dans la même année, la force aérienne polonaise commanda la fabrication de trois prototypes. Le premier, désigné LWS-3/I, vola pour la première fois en novembre 1937. Il révéla certes quelques défauts de manœuvrabilité mais avait cependant de bonnes performances. Après les essais, la conception de l'avion fut améliorée. En 1938, le second prototype, désigné LWS-3/II, effectua ses premiers vols. Il était doté d'un mécanisme à manivelle permettant d'abaisser la queue de l'appareil afin d'augmenter le champ d'action disponible pour la mitrailleuse défensive arrière, mais ce système se révéla inutilisable et ne fut pas réinstallé sur le prototype suivant d'automne 1938, le LWS-3/II, qui fut équipé d'une queue classique. Ce dernier prototype, recevant encore quelques améliorations, par exemple sur le capot moteur et la verrière, fut l'appareil définitif avant le lancement de la production en série. Le premier prototype fut exposé au 16e salon international d'aviation de Paris, en novembre 1938, avec la désignation de « PZL Mewa ». Il suscita un certain intérêt de la part des différents observateurs présents à l'événement.
Les tests officiels furent satisfaisants, et en 1938 la force aérienne polonaise commanda 200 exemplaires de la version de production LWS-3A Mewa (ou Mewa A). La production démarra au début de l'année 1939, et les premiers avions devaient être livrés aux unités pendant l'été de la même année. En août 1939, environ 30 avions étaient presque achevés : Dix étaient prêts mais n'avaient pas d'hélice, sept étaient en peinture et dix autres en étaient au stade de l'assemblage final. Une version LWS-3B Mewa pour la Bulgarie, propulsée par un moteur Fiat R74 de 860 ch, fut également développée, ainsi qu'une version hydravion à flotteurs LWS-3H (hydro) pour l'aviation navale polonaise. Aucune de ces versions n'eut le temps d'être produite, stoppées dans leur élan par l'éclatement de la Seconde Guerre mondiale.

### LWS-7 Mewa II
En 1939, le LWS-7 Mewa II était en cours de développement en tant que version améliorée du Mewa. Avant le début de la guerre, seul une maquette d'essais aérodynamiques fut assemblée. Les dessins de cet avion furent évacués vers l'ambassade de Pologne, en Roumanie, en septembre 1939, par le directeur de LWS, Aleksander Sipowicz. Beaucoup de publications affirment qu'ils furent cédés aux Bulgares, mais rien n'est certain à ce sujet (en fait, il s'agirait plutôt des plans du LWS-3B). L'avion de reconnaissance bulgare KB-11 Fazan partageait en effet une certaine ressemblance avec le Mewa.

## Caractéristiques
Le Mewa était un monoplan conventionnel à aile haute et de construction mixte, en bois et acier. La fixation des ailes était renforcée par des poutres aérodynamiques, et l'avion était recouvert de contreplaqué et de toile. Les ailes avaient également la particularité de pouvoir être repliées vers l'arrière, pour faciliter le stockage de l'avion dans des espaces réduits. Le train d'atterrissage était de type classique, comportant deux jambes fixes et une roulette arrière. L'équipage était constitué de deux membres, un pilote et un observateur, installés en tandem dans un cockpit fermé doté de larges surfaces vitrées et doté de doubles commandes.
Les prototypes étaient armés avec deux mitrailleuses fixes de 7,92 mm tirant vers l'avant, installés sur les carénages du train d'atterrissage, mais il apparut rapidement que leur précision était mauvaise à cause des vibrations. D'après J. Cynk, les appareils de production auraient dû recevoir des mitrailleuses sur les côtés du fuselage à la place. L'observateur disposait d'une mitrailleuse défensive wz.37 de 7,92 mm, recouverte par une verrière mobile s'ouvrant avant utilisation.
La propulsion de l'avion était assurée par un moteur à 14 cylindres en étoile Gnome et Rhône 14M01 (prototypes) ou 14M05 (appareils de série), développant une puissance nominale de 660 ch (490 kW) et une puissance maximale de 730 ch (540 kW). Ces moteurs devaient initialement entraîner une hélice métallique tripale, mais certains exemplaires furent équipés à la hâte avec des hélices bipales en bois. La capacité en carburant était d'environ 380 litres, dans les ailes. L'avion était équipé de radios et d'appareils photographiques.

## Histoire opérationnelle
Aucun des avions n'entra en service dans la force aérienne polonaise avant l'invasion de la Pologne, lors de l'éclatement de la Seconde Guerre mondiale, le 1er septembre 1939. Le problème venait principalement des hélices, qui devaient être livrées depuis la France. Les deux premiers avions furent prêts à être livrés le 2 septembre, mais l'un d'eux fut endommagé sur la piste d'aviation de l'usine, à Lublin, par des bombardiers allemands. Le sort du deuxième appareil n'est pas connu.
À la suite de ces événements, quelques-uns des avions presque achevés furent cachés dans un parc de la ville de Lublin et dans une forêt avoisinante. Deux exemplaires furent modifiés pour utiliser des hélices en bois à calage fixe. Ces deux avions furent évacués vers un terrain d'aviation près de Lwów, et donnés à la 26e escadre d'observation le 12 septembre. L'un d'eux s'écrasa lors d'un atterrissage de nuit sur l'aérodrome de Medyka, près de Przemyśl, le même jour, tandis que l'autre fut incendié le 17 septembre lorsqu'il s'avéra qu'il ne pouvait pas être évacué. D'après certaines sources, deux autres Mewa avaient été affectés à la 23e escadre d'observation, le 11 septembre, mais ces déclarations n'ont jamais pu être confirmées. Il n'est pas possible de déterminer si l'un de ces avions avait été doté d'armement. Un exemplaire fut également aperçu pendant l'évacuation vers Pinsk, mi-septembre. Le reste des exemplaires inachevés fut saisi par les Allemands et envoyé à la destruction.
Contrairement à son prédécesseur direct, le RWD-14 Czapla, le Mewa était un avion de reconnaissance rapprochée moderne, comparable aux meilleurs avions étrangers de son époque, comme les Henschel Hs 126 ou Westland Lysander. Ses principales qualités étaient des distances de décollage et d'atterrissage plutôt courtes, qui lui permettaient d'opérer depuis des terrains isolés de petite taille ou peu préparés.

## Versions
- LWS-3/I : Premier prototype ;
- LWS-3/II : Deuxième prototype, équipé d'un mécanisme à manivelle permettant d'abaisser la queue de l'avion pour dégager un espace plus important à la mitrailleuse défensive arrière ;
- LWS-3/III : Troisième et dernier prototype, revenu à une conception plus classique et une queue normale. Il reçut également quelques modifications supplémentaires, parmi lesquelles des améliorations aux caches du moteur et à la verrière. Il devint le modèle de référence pour le lancement de la production en série ;
- LWS-3A Mewa : (Mewa A) Version de production initiale. L'appareil fut commandé à 200 exemplaires par la force aérienne polonaise, mais seulement 30 avions furent partiellement achevés avant le début de la guerre ;
- LWS-3B Mewa : (Mewa B) Version prévue pour la Bulgarie, propulsée par un moteur Fiat A.74 de 860 ch (640 kW) ;
- LWS-3H Mewa : (hydro) Version hydravion prévue pour l'aviation navale polonaise ;
- LWS-7 Mewa II : Développement prévu du Mewa avec de nouvelles ailes, un fuselage semi-monocoque et un moteur PZL Pegaz XX (Bristol Pegasus XX) plus puissant, de 916 ch (683 kW), ou un PZL Waran de 1 000 ch (750 kW).

## Utilisateurs
- Pologne :
  - Force aérienne de la République polonaise.
- Royaume de Bulgarie :
  - Force aérienne bulgare : 60 exemplaires commandés de la version LWS-3B Mewa, en avril 1939. Aucun ne fut produit, en raison de l'éclatement de la Seconde Guerre mondiale.